# أنصاري محلة (بايين خيابان ليتكوة)
أنصاري محلة (بالفارسية: انصاری‌محله) هي قرية تقع في إيران في قسم بایین خیابان لیتکوة الريفي. يقدر عدد سكانها بـ 134 نسمة بحسب إحصاء 2016.